# Oscar Collazo
Oscar Collazo (Florida, 20 gennaio 1914 – San Juan, 21 febbraio 1994) è stato un criminale portoricano.
Il 1º novembre 1950 ha partecipato, assieme a Griselio Torresola, al tentativo di assassinio del presidente degli Stati Uniti Harry Truman. Durante il fallito attentato al presidente Collazo fu ferito al petto e quindi arrestato, mentre il compagno Torresola morì nella sparatoria. Nel 1952 fu condannato a morte ma nel 1979, dopo 29 anni di prigionia, fu perdonato dal presidente Jimmy Carter e gli fu concesso di tornare in patria, a Porto Rico, dove morì per cause naturali all'età di 80 anni.